# LinuxWorld Conference and Expo

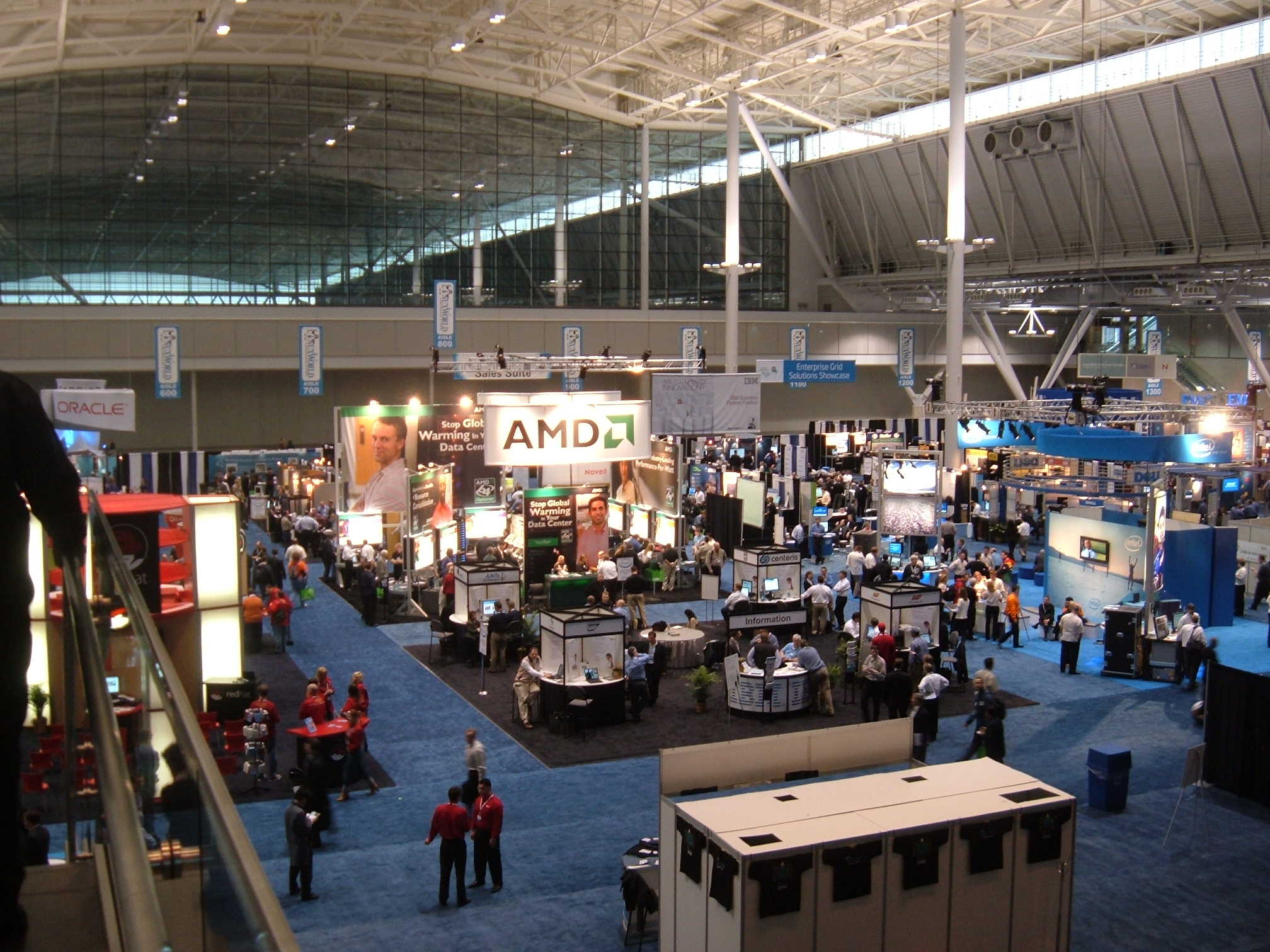
LinuxWorld 2006 en el Centro de exposiciones de la ciudad de Boston, Estados Unidos.

LinuxWorld Conference and Expo es una reunión sobre Linux dedicada al Open Source y a las soluciones GNU/Linux del sector de las TI.
En 2006, la conferencia tuvo lugar en diversos sitios: Brasil / Canadá / Pekín, China / Cantón, China / Shanghái, China / Alemania / Italia / Japón / Corea / Malasia / México / Polonia / Rusia / Singapur / Sudáfrica / España / Suecia / Holanda / Reino Unido / Boston, Estados Unidos / y San Francisco, Estados Unidos.
En 2009, la conferencia pasó a llamarse OpenSource World. Se llevó a cabo en el Moscone Center en San Francisco. 